# Campeonato Mundial de Patinaje Artístico sobre Hielo de 1912
El XVII Campeonato Mundial de Patinaje Artístico se realizó en Mánchester (concurso masculino y por parejas) entre el 16 y el 17 de febrero y en Davos (concurso femenino) entre el 27 y el 28 de enero de 1912 bajo la organización de la Unión Internacional de Patinaje sobre Hielo (ISU), la Federación Británica de Patinaje sobre Hielo y la Federación Suiza de Patinaje sobre Hielo. 

## Resultados

### Masculino
| Puesto | Nombre            | País              | Puntos |
| ------ | ----------------- | ----------------- | ------ |
| Oro    | Fritz Kachler     | Imperio austríaco | 8      |
| Plata  | Werner Rittberger | Alemania          | 16     |
| Bronce | Andor Szende      | Hungría           | 18     |

### Femenino
| Puesto | Nombre                   | País        | Puntos |
| ------ | ------------------------ | ----------- | ------ |
| Oro    | Opika von Méray-Horváth  | Hungría     | 7      |
| Plata  | Dorothy Greenhough-Smith | Reino Unido | 14     |
| Bronce | Phyllis Johnson          | Reino Unido | 18     |

### Parejas
| Puesto | Nombre                                | País        | Puntos |
| ------ | ------------------------------------- | ----------- | ------ |
| Oro    | Phyllis Johnson / James Johnson       | Reino Unido | 8,5    |
| Plata  | Ludowika Jakobsson / Walter Jakobsson | Finlandia   | 10     |
| Bronce | Alexia Bryn / Yngvar Bryn             | Noruega     | 14     |

## Medallero
| Núm. | País              | Oro | Plata | Bronce | Total |
| ---- | ----------------- | --- | ----- | ------ | ----- |
| 1    | Reino Unido       | 1   | 1     | 1      | 3     |
| 2    | Hungría           | 1   | 0     | 1      | 2     |
| 3    | Imperio austríaco | 1   | 0     | 0      | 1     |
| 4    | Alemania          | 0   | 1     | 0      | 1     |
| 4    | Finlandia         | 0   | 1     | 0      | 1     |
| 6    | Noruega           | 0   | 0     | 1      | 1     |
|      | TOTAL             | 3   | 3     | 3      | 9     |

| Predecesor: Alemania - Austria-Hungría 1911 | Campeonato Mundial de Patinaje Artístico sobre Hielo 1912 | Sucesor: Austria-Hungría - Suecia 1913 |

- Datos: Q670386